# دلار صلح
دلار صلح (انگلیسی: Peace dollar) یک سکه یک دلاری ایالات متحده است که برای گردش از سال ۱۹۲۱ تا ۱۹۲۸ و در سال‌های ۱۹۳۴ و ۱۹۳۵ ضرب شد و دوباره در سال ۲۰۲۱ شروع شد. این سکه توسط آنتونی دی فرانچیشی طراحی شد و نتیجه رقابتی برای یافتن طرح‌هایی بود که نماد صلح بودند. جلوی آن نمایانگر سر و گردن الهه آزادی در نیمرخ است و پشت آن عقاب سرسفید در حال استراحت را نشان می‌دهد که شاخه زیتون را در آغوش گرفته و افسانه «صلح» را در دست گرفته‌است. این آخرین سکه دلار آمریکا بود که برای گردش با جنس نقره ضرب شد.
با تصویب قانون پیتمن در سال ۱۹۱۸، ضرابخانه ایالات متحده ملزم به زدن میلیون‌ها دلار نقره شد و این کار را در سال ۱۹۲۱ با استفاده از طرح دلار مورگان آغاز کرد. سکه شناسان شروع به لابی کردن ضرابخانه برای انتشار سکه ای کردند که به یاد صلح پس از جنگ جهانی اول بود. اگرچه آنها نتوانستند کنگره را به تصویب لایحه‌ای مبنی بر نیاز به طراحی مجدد برسانند، اما توانستند مقامات دولتی را متقاعد کنند که وارد عمل شوند. دلار صلح توسط اندرو دابلیو. ملون وزیر خزانه داری در دسامبر ۱۹۲۱ تصویب شد و طراحی مجدد سکه ایالات متحده را که در سال ۱۹۰۷ آغاز شده بود تکمیل کرد.
عموم مردم بر این باور بودند که طرح اعلام شده، که شامل یک شمشیر شکسته بود، نشان دهنده شکست بود و ضرابخانه با عجله اقدام به برداشتن شمشیر کرد. دلار صلح اولین بار در ۲۸ دسامبر ۱۹۲۱ ضرب شد. بیش از یک میلیون سکه با تاریخ ۱۹۲۱ ساخته شد. هنگامی که الزام‌های قانون پیتمن در سال ۱۹۲۸ برآورده شد، ضرابخانه تولید سکه‌ها را متوقف کرد، اما در نتیجه قوانین بیشتر در سال‌های ۱۹۳۴ و ۱۹۳۵ تعداد بیشتری از سکه‌ها ضرب شد. در سال ۱۹۶۵، در میان جنجال‌های فراوان، ضرابخانه دنور بیش از ۳۱۶۰۰۰ دلار صلح در سال ۱۹۶۴ به دست آورد، اما این دلارها هرگز صادر نشدند و گمان می‌رود همه آنها ذوب شده باشند.
در سال ۲۰۲۱، ضرابخانه ایالات متحده برای جشن صدمین سالگرد طراحی، یک دلار صلح ویژه در سال ۲۰۲۱ تولید کرد و ضرب سکه‌ها از سال ۲۰۲۳ به بعد ادامه خواهد داشت.